# Auto-da-fé (nouvelle)
Auto-da-fé (titre original : Auto-da-Fe) est une nouvelle de fantasy et de science-fiction à tonalité humoristique de Roger Zelazny, parue en 1967.

## Publications

### Publications aux États-Unis
La nouvelle paraît aux États-Unis dans, notamment, Dangereuses Visions, un recueil composé par Harlan Ellison.

### Publications en France
La nouvelle est publiée en France dans :
- dans la revue L'Aube enclavée n°4, 2e trimestre 1972, avec une traduction de Henry-Luc Planchat ;
- dans le recueil Derrière le néant, éd. Marabout, collection Science fiction n° 458, 1973, avec une traduction de Henry-Luc Planchat ;
- dans le recueil Dangereuses Visions, recueil de nouvelles, 1975, traduction du volume en français, traduction de la nouvelle par France-Marie Watkins ;
- dans l'Anthologie de la littérature de science-fiction, éditions Ramsay  (ISBN 2-85956-231-1), octobre 1981, traduction de la nouvelle par France-Marie Watkins.

### Publications dans d'autres pays
La nouvelle a aussi été publiée :
- en allemand : Sein letzter Kampf (1970 puis 1978)[1] ;
- en néerlandais : Auto-da-fe (1971)[2] ;
- en roumain : Autodafe (2013)[3].

## Résumé
Le narrateur évoque un spectacle de corrida entre « Manolo Dos Muertos » et des voitures conscientes. Sur la Plaza de Autos, le Mechador lutte contre les Autos Sauvages. 
La première est une vieille et lourde Pontiac. Après l'avoir épuisée avec la Clef anglaise, il l'a tue avec son arme favorite : le Tournevis. Il obtient en trophées les Rétroviseurs et le Pot d'échappement. Puis c'est le tour d'une Chevrolet bleue. Le troisième combat a lieu avec une Jaguar XK-E. 
Le quatrième combat se déroule contre une Ford décapotable. La voiture est rapide et futée ; elle évite ses coups de Clef anglaise ; elle charge, se retire, attaque. En fin de compte, lors d'une ultime passe, la Ford a l'avantage et renverse Manolo. L'homme et la voiture fusionnent dans un incendie qui les consume tous deux. Manolo est enterré avec les honneurs.